# Vuurtoren van Sainte Marie

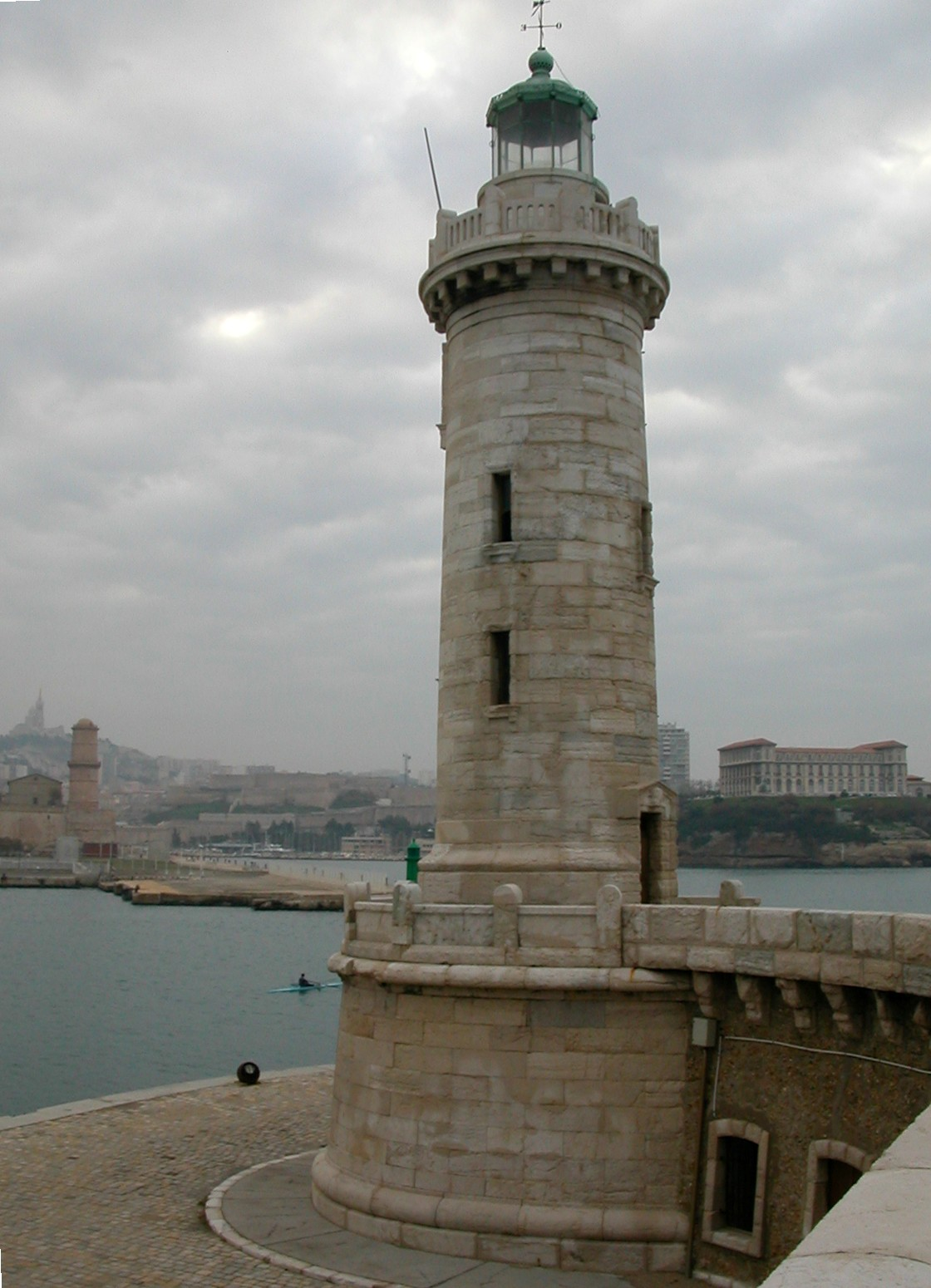
Sainte Marie

De Vuurtoren van Sainte Marie is een vuurtoren aan de kust bij de Franse stad Marseille. De toren werd in 1855 gebouwd op een dam in de wijk Joliette aan de noordkant van de Vieux-Port. De vuurtoren is ruim 21 meter hoog.